# Голубая криница
Голубая криница (Синий колодец) — источник с самым мощным потоком восходящего типа на Восточно-Европейской равнине. Гидрологический памятник природы республиканского значения с 1985 года. Площадь — 0,0314[уточнить]

## География

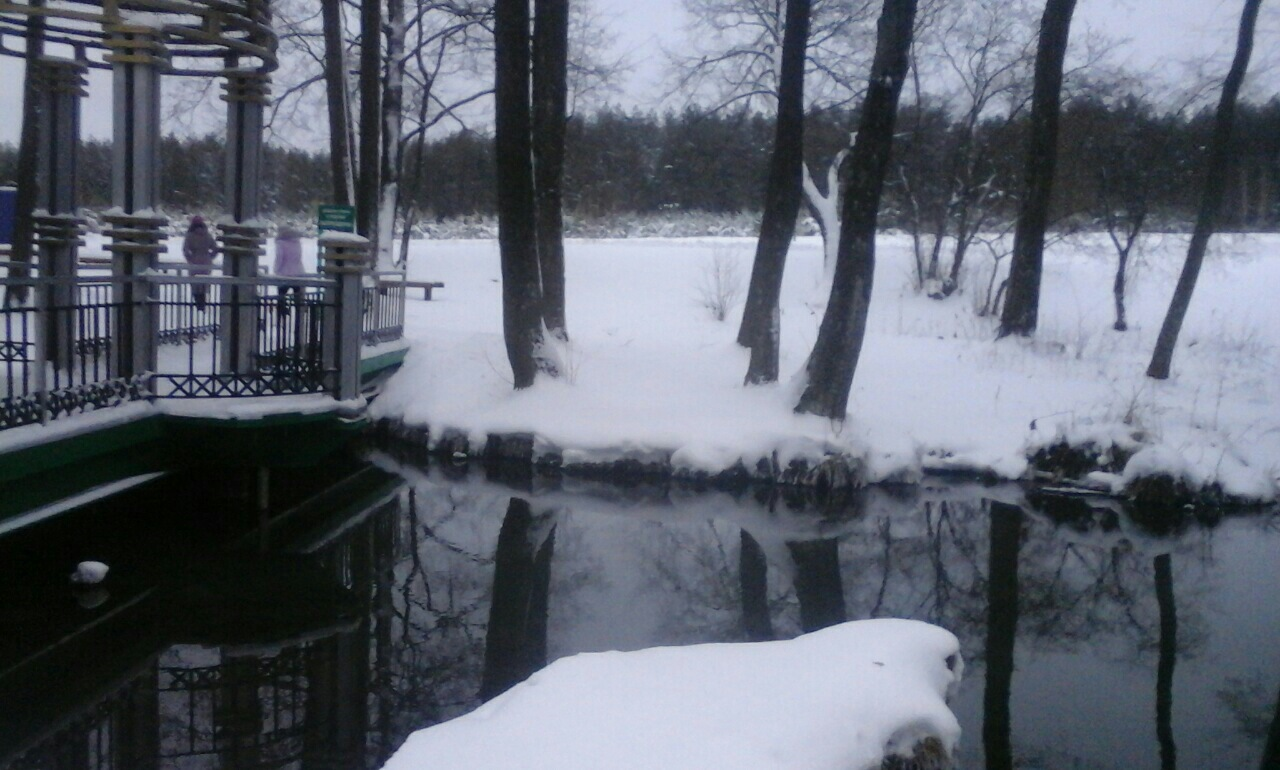
Голубая криница зимой

Синий колодец расположен в Славгородском районе Могилёвской области, в 4 километрах на север от границы деревни Дубно, в 2,5 километра на юго-восток от города Славгорода.
Источник находится на высоте 136 м над уровнем моря. Перепад высот составляет 4—5 м. По направлению движения подземных вод к их выходу на поверхность земли источник является восходящим.
Из родника вытекает ручей, который является левым притоком реки Голуба (бассейн реки Сож). Его ширина составляет 3—8 м, глубины — 0,5—1 м. Скорость течения воды в ручье — около 0,4 м/с, на узких участках увеличивается до 0,7 м/с и более. Дно сложено преимущественно песками.

## Описание
Источник представляет собой колодец, который вертикально уходит шахтой на глубину 150—200 метров. Объём выходящей воды составляет пять тысяч кубических метров в сутки или шестьдесят литров в секунду.
Источник образует большую родниковую ванну размером двадцать на двенадцать метров с максимальной глубиной два метра.
Выход подземных вод расположен в северо-западном углу водоёма, представляет собой вертикальную шахту диаметром 1,2—1,3 м. Вода источника имеет голубовато-изумрудный цвет, поступает с глубины от ста до двухсот метров, где циркулирует в толще писчего мела.

### Вода из источника
В составе воды отмечается повышенное содержание фтора и кремния. По химическому составу вода источника относится к гидрокарбонатному классу кальциевой группы. Общая минерализация (сумма растворённых веществ) воды в источнике 180,628 мг/дм³. Вода круглый год имеет температуру около 5 °C.

## Легенды

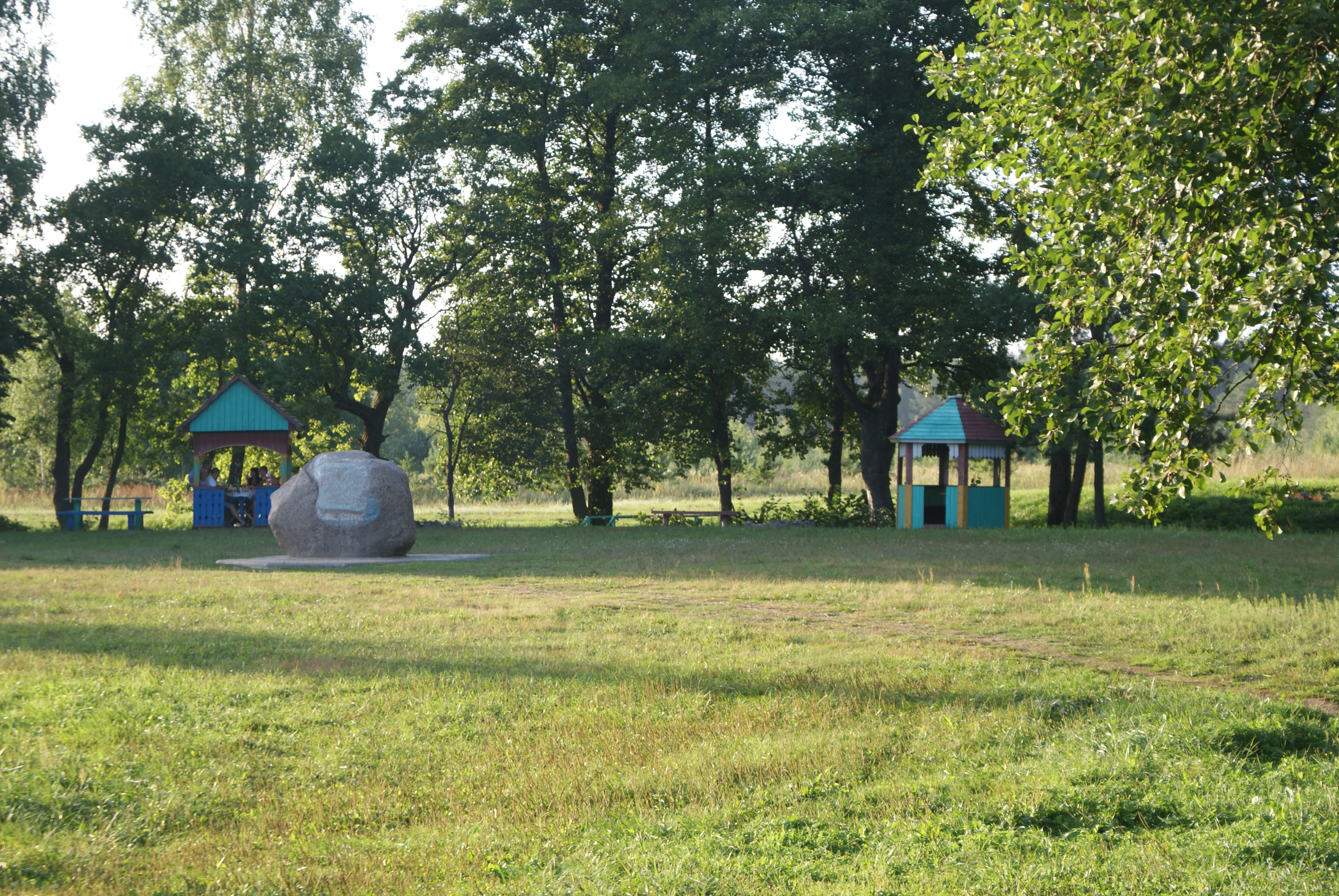
Зона отдыха рядом с источником

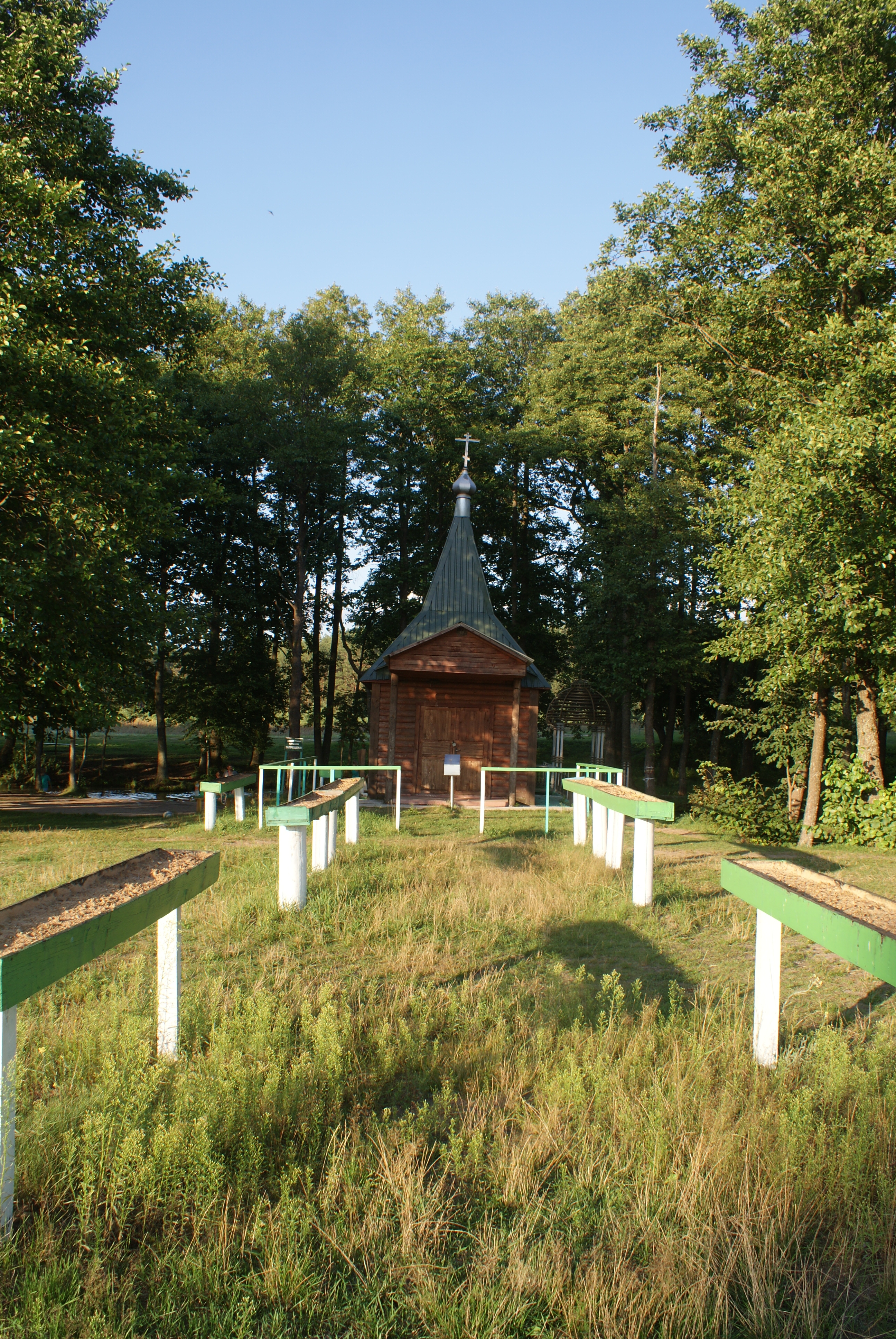
Церковь у источника

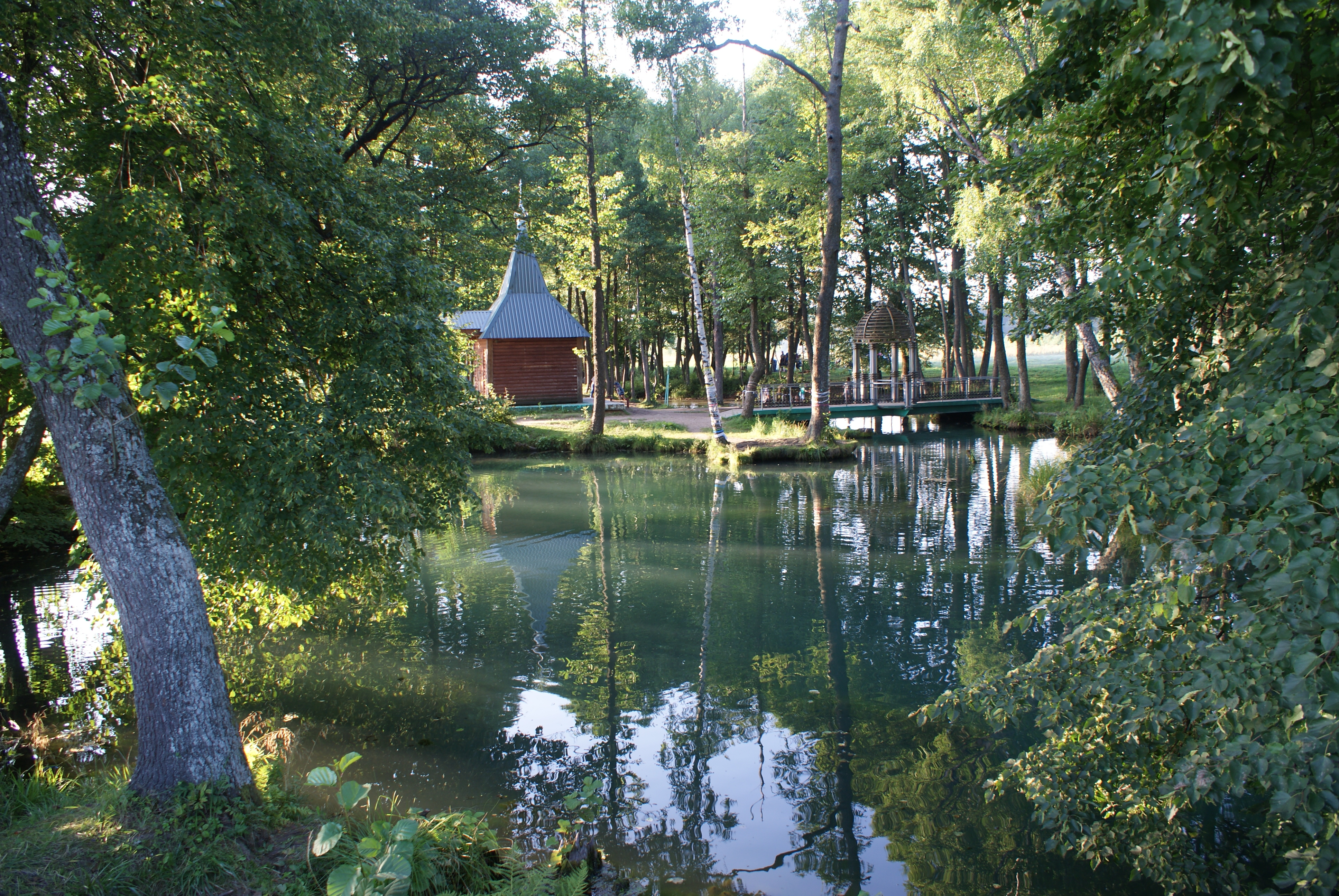
Вид церкви от источника

Согласно легенде, племя радимичей было крещено в этом источнике.
Считается, что к человеку, который трижды перешёл Голубую криницу, надолго никакая хворь не пристанет, здоровье будет хорошим, а жизнь длинной.

### Предание «Синий колодец»
Наиболее известна легенда про Екатерину и двух парней Степана и Макара, записанная известным могилёвским краеведом Е. Р. Романовым в 1891 году. В предании фигурирует богатырша Екатерина, за внимание которой соревнуются два великана — Степан и Макар (Марк). Екатерина любила Степана, который немного слабее своего соперника. Она обещает выйти замуж за того, кто дальше бросит валун. Марк побеждает, и Екатерина, чтобы не жить с нелюбимым, падает с камня, превращается в воду и выходит из-под земли в пяти верстах от Пропойска в виде источника — этот источник и назвали Синий Колодец. Богатырша Екатерина встречается и в других сказаниях. Она имеет явные черты древнего архетипического женского божества земли, воды и жизни, между тем как Степан — прозрачная отсылка к образу Велеса. Отсюда возможно, что богиня, которой соответствует более поздний персонаж Екатерины, была его женской парой, а в самом представлении прослеживаются остатки древнего мифа о конфликте Велеса с другим богом из-за приверженности к некоему женскому божеству.

## Культовое значение
С давних пор место вокруг источника считалось сакральным и использовалось как капище. С приходом христианства это место было освящено и, как говорят, одним из первых на территории современной Белоруссии стало считаться священным. Вода считается целебной и обладает высокими питьевыми качествами. Рядом с источником построена церковь, где 14 августа, на православный праздник Маковей, совершаются молебны. В это время рядом с Голубой криницей собирается до двадцати тысяч паломников.

## Флора

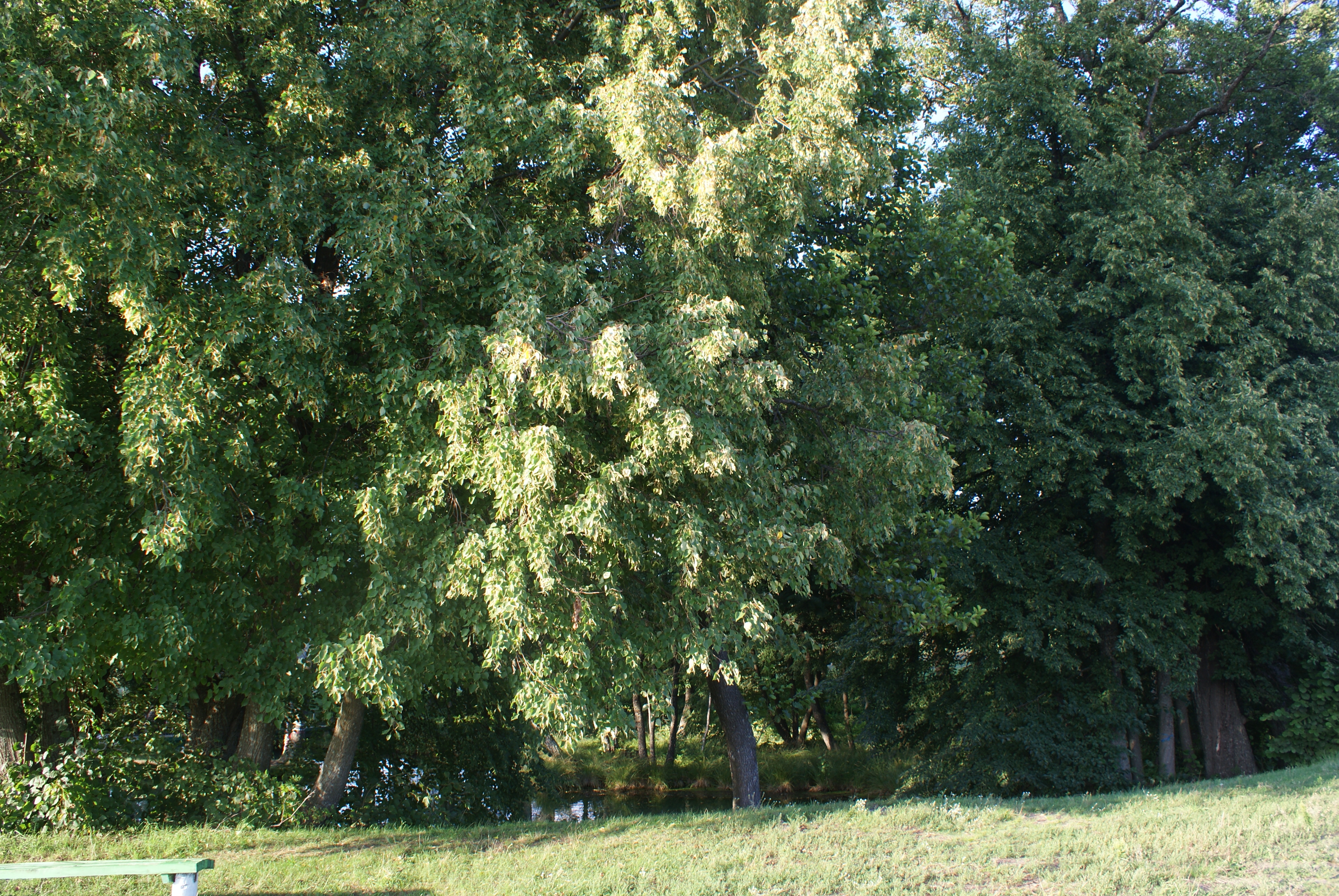
Липы у источника

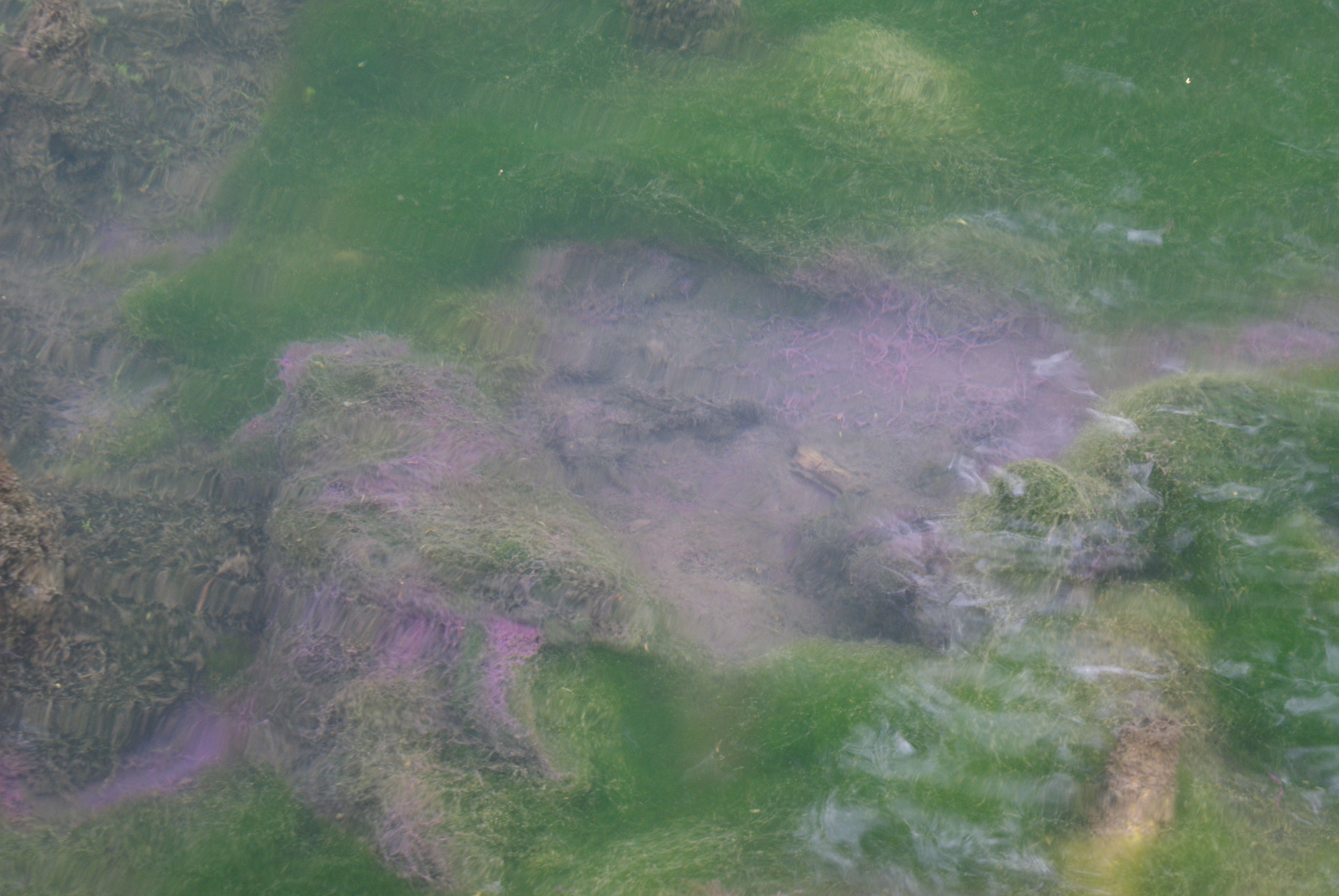
Дно источника

Большим биологическим разнообразием источник не отличается. Значительные площади дна родниковой ванны покрыты нитчатыми водорослями. Отдельными куртинами растет Potamogeton acutifolius. Впечатляет развитие колоний пурпурных бактерий, имеющих причудливые формы.
Берега водоема заросли древесно-кустарниковой растительностью (преимущественно ивняком и ольхой). Рядом также встречаются дубы, липы и орешник.

## Фауна
Из беспозвоночных в родниковой ванне и ручье отмечены личинки ручейников (Trichoptera) пяти видов (Halesus digitatus, Rhyacophila fasciata, Chaetopteryx villosa, виды родов Anabolia и Halesus), а также личинки подёнок (Ephemeroptera), Asellus aquaticus и Acilius sulcatus.
В беседках возле источника живут ласточки, зимой можно увидеть диких уток.